# De tuttelwurm
Heer Bommel en de tuttelwurm, of kortweg De tuttelwurm, is het 125ste verhaal uit de Bommelsaga, geschreven en getekend door Marten Toonder. Het verhaal verscheen voor het eerst op 12 september 1968 en liep tot 12 november van dat jaar. Thema is het maakbare lot van een Heer.

## Samenvatting
In het Donkere Bomen Bos betrapt Tom Poes een oude heks, die een steen optilt en daarbij mompelt dat ieders lot onder zijn eigen steen wordt bepaald. Tom Poes wil er meer van weten, maar zij wil niets van hem weten. 
Tom Poes vertelt aan heer Ollie dat iedereen zijn eigen steen heeft. De kasteelheer is eerst niet erg nieuwsgierig. Dat verandert wanneer hij iets wil laten doen aan een hunebed op zijn land. Eronder leven tuttelwurmen en één wurm die heer Ollie tevoorschijn heeft gehaald wil zijn wens om meer gezelschap te krijgen wel inwilligen. Heer Bommel vraagt zich af of er nu ook gezelligheid komt? Al gauw heeft hij tot schrik van zijn bediende Joost en zichzelf een insectenplaag aangetrokken op Bommelstein. De tuttelwurmen vinden het gezellig: “Samen uit samen thuis”. Joost trekt zijn conclusie en gaat tijdelijk naar zijn tante. De kasteelheer had hem verteld dat hijzelf om de engerlingen had gevraagd om zijn lot te veranderen. Noch Tom Poes noch Doddeltje zijn in staat hem te helpen. Hij blijft omringd door zijn zwerm tuttelwurmen.
Na een boze worsteling van heer Bommel met zijn hunebed, komt zijn lotsworm weer tevoorschijn. Die willigt de eis van de boze heer in om zijn gezelschap te verwijderen. Vervolgens ziet Heer Bommel naast de verschoven steen zijn lotslijnen. Met een takje geeft hij een kronkeltje een andere richting totdat er een bevredigende lijn is ontstaan. Intussen maken Doddeltje en Tom Poes zich zorgen om hun beider buurman. Ze zien dan ook gaarne doctorandus Zielknijper op het toneel verschijnen. Laatstgenoemde neemt met de hulp van ziekenbroeder Hogel de heer die last van ongedierte heeft mee naar zijn kliniek in Rommeldam. Tom Poes bevrijdt hem daar weer door brutaalweg het bed op wieltjes, waar zijn vriend op vastgebonden ligt, naar buiten te rijden. Even daarvoor had hij een bijennest naar binnen gegooid.
Heer Bommel gaat door met de dialoog met zijn tuttelwurm. Hij wil nu een lichter lot. Hij wil een licht zijn in de duisternis, wat lichtpuntjes brengen. Hierbij krijgt hij hulp van vuurvliegjes, maar ook hiermee schrikt hij Doddeltje, die terugkomt van een bezoek aan haar nicht in de stad, af. Vervolgens valt hij in blikken lichtgevende wegwerkverf, die onbeheerd bij een gevaarlijke boomgroep staan. 
Op het kasteel is bediende Joost teruggekeerd. Hij maakt een bad klaar voor zijn baas, die daarin zijn rust enigszins hervindt. Vervolgens wordt hij echter bijna geëlektrocuteerd, door de haardroger die zijn bediende onnadenkend had klaargelegd. Teleurgesteld en moegestreden gaat hij in zijn bed liggen. De volgende dag moet hij met ruime overal en brede hoed naar buiten, om zijn straling te verhullen. Tom Poes vindt dat hij op moet houden met het gekke gedoe om zijn lot te willen bepalen.
In toorn ontstoken gaat Heer Bommel alle kiezels en rotsjes bij het hunebed verwijderen. De tuttelwurm krijgt nu de eisen te horen.” Die uitstraling moet afgelopen zijn. Iedereen moet beven bij mijn aanblik en in de grond zinken voor mijn toorn. Als een toren van rechtvaardigheid zal ik boven mijn omgeving uitrijzen. Zorg daarvoor, anders zal ik de hele omgeving laten ontstenigen.” De tuttelwurm vindt het veel gevraagd. Want als hij gaat ontstenigen maakt hij zijn eigen lot kapot. Ook Tom Poes maakt zich zorgen. De kleine stenen krijgt hij wel op zijn plaats maar hij weet niet hoe hij de grote steen erbovenop krijgt.
Op Bommelstein zakt Joost door de vloer en wordt vervolgens ontslagen. De Markies de Canteclaer zakt bij een ontmoeting door een brug over de rivier de Rommel in. Hij wordt gered door brigadier Snuf, waarop commissaris Bulle Bas achter heer Bommel aan gaat. Bij de confrontatie zakt hij plotseling door de bodem van zijn politiejeep, wat heer Bommel in grote moeilijkheden brengt. De commissaris verdenkt hem van het gebruik van een laserwapen en neemt hem mee naar de rechter in een spoedprocedure. De plaatselijk bekend rechter Morrel zakt vervolgens zelf met zijn griffier door de vloer. Heer Bommel wordt ter beschikking gesteld en door Bulle Bas afgevoerd naar het gemeentesanatorium.
Tom Poes heeft intussen zijn blik laten vallen op een takelwagen van professor Prlwytzkofsky, die bij het hunebed bezig was met bodemonderzoek. Na een weigering door de professor, kaapt Tom Poes de takelwagen. De huisvesting van de tuttelwurm van zijn vriend heeft nu prioriteit. Als hij de takels om de grootste hunebedsteen heeft vastgemaakt, gaat de boze professor hem te lijf. Door een beroep te doen op het motief van wetenschappelijke arbeid, weet Tom Poes de professor van zich af te houden. Samen plaatsen ze de hunebedsteen terug op de oorspronkelijke plaats. De tuttelwurm is bereid om de zaak zo veel als mogelijk te herstellen, maar de professor is na afloop des duivels.
Commissaris Bulle Bas is inmiddels over zijn teleurstelling heen. Terbeschikkingstelling komt hem als rechtvaardig voor. Maar dan roept de rechter de commissaris en zijn arrestant terug. De griffier heeft houtworm vastgesteld in de vloer en de rechter neemt deze diagnose over. Bulle Bas krijgt opdracht zijn arrestant onmiddellijk te laten gaan en de politiejeep op houtworm na te kijken. De tevreden naar huis wandelende kasteelheer accepteert zelfs een lift naar huis van de commissaris in zijn reserve jeep. De commissaris heeft inderdaad houtworm vastgesteld. Maar de aanwezigheid van de kasteelheer blijft toevallig. Al rijdend stuiten ze op Tom Poes en de professor. Die is nog steeds boos, ook al omdat de heren studenten maar wat aan ‘prutselen’.
Juffrouw Doddel trof niemand thuis op het kasteel, toen ze naar de gezondheid van heer Bommel kwam vragen. De thuiskomende kasteelheer vraagt haar een maaltijd te bereiden, omdat Joost er even niet is. Zijn buurvrouw is daartoe graag bereid. En zo is er toch nog een afsluitende maaltijd van de twee vrienden, de commissaris en de professor. Voor het eerst bereid door Doddeltje. Heer Bommel meent dat hij toch wel een steekje heeft laten vallen door niet meer aan de ontslagen Joost te denken. Hij weigert dan ook aan het slot van de maaltijd de pudding van zijn buurvrouw, omdat hij liever had dat zijn brave knecht terug zou komen om alles te vergeven en te vergeten. De kleine stilte wordt doorbroken door het dringend overgaan van de voordeurbel.

## Voetnoot
1. ↑  De heks waarschuwt hem: “Je hebt ook wel een groot model uitgezocht, hihihihi!”
2. ↑  “Net als de lijnen in de hand.”
3. ↑  “Arme Ollie, heb je nog steeds last van insecten?”
4. ↑  De lezers van de Volledige Werken zien op strook 6480 inderdaad Joost op de bel drukken. In de originele krantenuitgave ging het er anders aan toe. Daar wordt strook 6480 opgevolgd door een aankondiging van een nieuw verhaal De verdwenen heer. De laatste strook heeft daar ook een andere wending. Terwijl zijn werkgever zich zorgen om hem maakt, maakt Joost zich zorgen over zijn werkgever. Hij informeert bij de kliniek van Zielknijper en krijgt de misinformatie dat Heer Bommel ontsnapt is en dat de politie op hem loert. Daar sluit het verhaal af. Op zichzelf wel komisch want op hetzelfde plaatje zit de commissaris van politie aan tafel bij Heer Bommel. Na strook 6480 drukt de Volledige Werken de overgang naar het nieuwe verhaal af. Joost komt aan bij een desolaat kasteel. Een slordig briefje doet het ergste bij Joost vrezen over zijn vermiste werkgever. Op 2 december startte dan ook het nieuwe verhaal: De verdwenen heer